# Джалалов, Маннап
Маннап Джалалов (узб. Mannop Jalolov; 10 апреля 1934, Мархаматский район, Андижанская область — 2 августа 1982) — советский узбекский хозяйственный и государственный деятель. Герой Социалистического Труда (1965).

## Биография
Родился в 1934 году в кишлаке Аргин. Член КПСС с 1956 года. В 1972 году заочно окончил Ташкентский сельскохозяйственный институт.
В 1946—1982 годы — колхозник, в Советской Армии, тракторист машинно-тракторной станции. Звеньевой, бригадир тракторно-полеводческой бригады хлопководческого колхоза имени Карла Маркса. Добровольно перешёл в отстающую целинную бригаду колхоза им. ХХ партсъезда. 
С 1962 года бригадир тракторно-полеводческой бригады, с 1968 года — председатель колхоза им. ХХ партсъезда Бозского района Андижанской области. Затем — директор совхоза имени XX партсъезда Мархаматского района Андижанской области.
Указом Президиума Верховного Совета СССР от 1 марта 1965 года присвоено звание Героя Социалистического Труда с вручением ордена Ленина и золотой медали «Серп и Молот».
Член ЦК КП Узбекистана. Избирался депутатом Верховного Совета СССР 6-го, 7-го, 8-го созывов, Верховного Совета Узбекской ССР 10-го созыва от Наманганского избирательного округа Андижанской области. 
Член Президиума Верховного Совета СССР (3 августа 1966 — 15 июля 1970).
Заслуженный механизатор Узбекской ССР.
Умер в 1982 году в кишлаке Аргин.